# Tasiujaq (terre réservée inuite)
Pour Tasiujaq (village nordique), voir Tasiujaq.
Tasiujaq est une terre réservée inuit du Nunavik, dans la région administrative du Nord-du-Québec, au Québec.
Tasiujaq est également le nom d'un village nordique situé sur la rivière aux Feuilles.

## Démographie
| 2001 | 2006 | 2011 | 2016 |
| ---- | ---- | ---- | ---- |
| 0    | 0    | 0    | 0    |